# 1. BC Wipperfeld
Der 1. BC Wipperfeld 2011 e. V. ist ein Badminton-Verein aus Wipperfeld, einem Stadtteil der Hansestadt Wipperfürth.

## Geschichte
Der Verein wurde 2011 gegründet. In der Saison 2016/2017 stieg die erste Mannschaft des Vereins als Sieger der 2. Bundesliga Nord in die 1. Bundesliga auf. Nach einer stetigen Steigerung von Jahr zu Jahr von zweimal Platz sieben über Platz vier und Platz zwei wurde der Verein in der Saison 2021/2022 erstmals deutscher Mannschaftsmeister. In den Einzeldisziplinen gab es bereits 2016 den ersten Meistertitel durch Mark Lamsfuß im Mixed, welcher auch 2021 noch einmal in der gleichen Disziplin erfolgreich war. Bei derselben Veranstaltung gewann Jones Ralfy Jansen im Herrendoppel einen weiteren Titel für den Verein.

## Deutsche Meistertitel
| Veranstaltung                     | Saison    | Disziplin  | Sieger                                                                                               |
| --------------------------------- | --------- | ---------- | --- |
| Deutsche Mannschaftsmeisterschaft | 2021/2022 | Mannschaft | Der 1. BC Wipperfeld gewann im Finale gegen den Vorjahresmeister 1. BC Bischmisheim mit 4:3 Spielen. |